# Aeroportul Agrinion
Aeroportul Agrinion (IATA: AGQ, ICAO: LGAG) este un aeroport din Agrinio municipality⁠(d), Prefectura Aetolia-Acarnania, Grecia de Vest, Peloponez, Grecia de Vest și Insulele Ionice⁠(d), Grecia.
Situat la o altitudine de 47 m, aeroportul dispune de o singură pistă.